# برودروموس نيكوليديس
برودروموس نيكوليديس (باليونانية: Πρόδρομος Νικολαΐδης)‏ مواليد 13 يوليو 1978 في كافالا، هو لاعب كرة سلة قبرصي يوناني معتزل. بدأ مسيرته الاحترافية في سنة 1998. يبلغ طوله 6 قدم 7 بوصة (2.0 م). اعتزل اللعب في 2014.

## المسيرة الاحترافية
لعب مع نادي إيه إي كي لكرة السلة في موسم 1998–1999، ثم لعب مع نادي أريس لكرة السلة في موسم 2002–2003، ثم لعب مع فيرتوس بالاكانسترو بولونيا في سنة 2007.

## روابط خارجية
- برودروموس نيكوليديس على موقع الاتحاد الدولي لكرة السلة (الإنجليزية)
- برودروموس نيكوليديس على موقع الدوري الأوروبي لكرة السلة (الإنجليزية)
- برودروموس نيكوليديس على موقع كرة السلة الأوروبية.كوم (الإنجليزية)
- برودروموس نيكوليديس على موقع ريلجم (الإنجليزية)
- برودروموس نيكوليديس على موقع بروبوليرز (الإنجليزية)
- برودروموس نيكوليديس على موقع سبورتس رفرنس (الإنجليزية)